# Europastraße 019
Die Europastraße 019 (kurz: E 019) ist eine Europastraße des Zwischennetzes in Kasachstan.

## Verlauf
Die Europastraße 019 beginnt an der Europastraße 125 in Petropawl und verläuft von dort über eine Länge von 270 Kilometern in südwestlicher Richtung nach Toqsan bi im Gebiet Aqmola an der Europastraße 123, wo sie endet.